# Hostellerie du Puits de l'Image
L'hostellerie du Puits de l'Image est une maison du XVe siècle située à Lapalisse, en France. Elle abritait autrefois une auberge.

## Localisation
La maison est située sur la commune de Lapalisse, dans le département français de l'Allier, rue de la Liberté.

## Historique
L'édifice est inscrit au titre des monuments historiques en 1932. La protection porte sur la façade donnant sur la cour et sur la porte du XVe siècle ouvrant sur la rue de la Liberté.